# 生物
生物（せいぶつ、英: life, organism、独: Organismus、Lebewesen）は、生命を持つものであり、より具体的には「エネルギー転換を行い、自己増殖し、かつ自己保存の能力をもつ複雑な物質系」である。ただし生物の定義は必ずしも明確でなく、ウイルスを生物とする立場もあるが、ウイルスの具体的な分類は未確定である。生き物（いきもの）とも。

## 定義

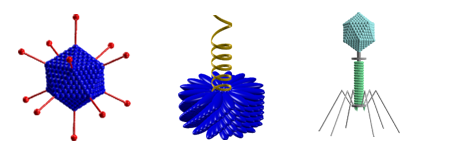
ウイルスが生物なのか非生物なのか、生命を持つのか持たないか、については議論がある。（左）正二十面体様 （中）らせん構造 （右）無人探査機のような形状のファージ

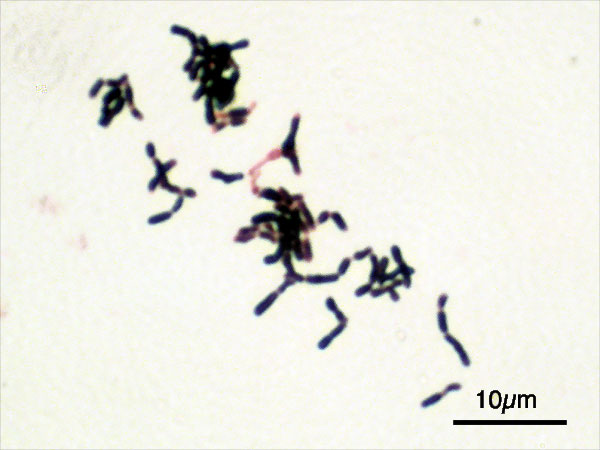
ビフィズス菌

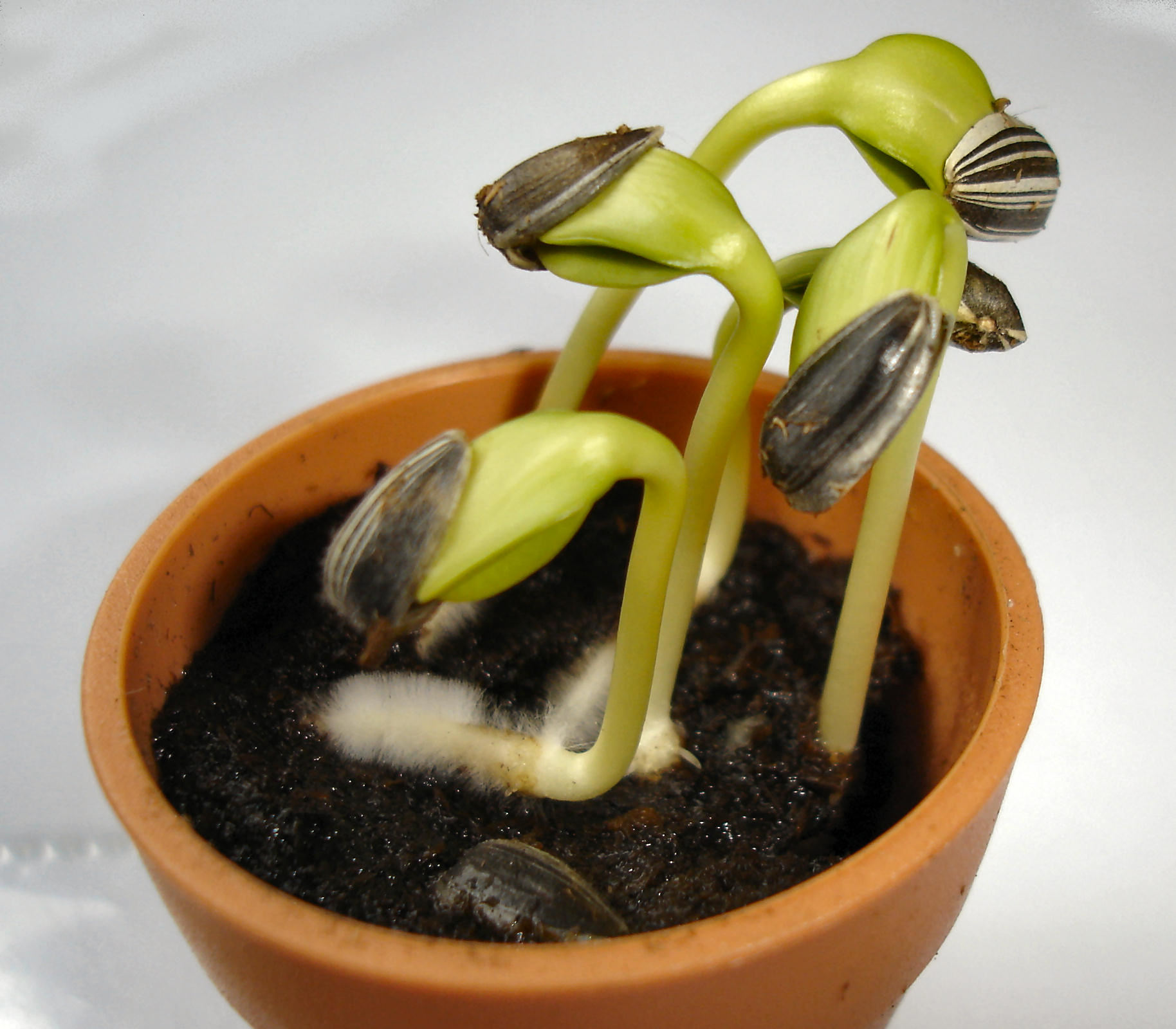
発芽したひまわり

無生物と区別される属性、つまり「生命」を備えているものの総称。そしてその「生命」とは、生物の本質的属性として生命観によって抽象されるものであり、その定義はなかなか難しいものとなっている。「生命現象を示すもの」というのが一応の定義であるが、これ以外の定義も存在し、統一は困難であるとされる。生物が持ち、無生物が持たない能力や特徴としては「自己増殖能力」「エネルギー変換能力」「自己と外界との明確な隔離」が挙げられ、これに「進化する能力」を加えることも多い。また、生物は外界とのやりとりを絶やすことのない開放系を取りながら、恒常性（ホメオスタシス）を維持する能力を持ち、常に変化する。生物はすべて細胞を基礎としており、細胞によって構成されていないウイルスなども寄生する細胞がなくては増殖できない。
動物・菌類・植物・原生生物・古細菌・細菌などの総称。多くの場合ウイルスを含めないが、立場によっては含めることもある。なお、『岩波生物学辞典』ではウイルスは生物であるか断言できないとしている
。

## 生物の分類
現在生きている生物は少なくとも300万種、おそらくは1000万種に達するが、これらをその特徴に応じて大小の分類階級に所属させ、それによって生物を整理し秩序を与えることを分類という。分類階級のうち、次に掲げるものは必ず設置される（基本分類階級）。すなわち大きいほうから順に界、門、綱、目、科、属である。
歴史的に最も古くは生物は植物と動物からなるとした二界説（植物界、動物界）があり、その後の生物観の進展とともに、三界説、五界説、八界説などが登場した。一般によく知られる五界説ではモネラ界、原生生物界、植物界、菌界、動物界に分類する。しかし近年では分子系統学の成果を反映して、界よりさらに上位の枠組みとしてドメインが設けられており、細胞特性に従い生物全体を真核生物、細菌（バクテリア）、古細菌（アーキア）に分類する三ドメイン説が一般的になってきている。三ドメイン説においては、動物、植物、菌類、原生生物はすべて真核生物という単一のドメインに属する。一方、モネラ界は細菌および古細菌という2つの大きなドメインに分割される。見た目の大きさという点では、細菌および古細菌はすべて微生物であるため、真核生物と違って日常で目にすることはまずないが、生態の多様さという点では細菌および古細菌ドメインは真核生物よりはるかに大きい。
また近年では、真核生物が細菌および古細菌が融合して誕生したとする説が有力となりつつあり（参照: 真核生物#起源）、この場合、地球上には本来２つのドメイン（細菌と古細菌）しか存在しなかったことになる。ちなみに古細菌は、かつて細菌よりも起源が古い可能性が示唆されたため付けられた名前であるが、実際のところは、細菌と古細菌は両者とも同等に古い起源をもっている。

## 生物相互の関係
上でも説明したが地球上には少なくとも300万種の生物が生きていると言われており、それらの多様な生物の間には複雑な関係が成立している。たとえば寄生、共生などという関係があり、また動物が植物を食べるという関係や、ある生物が天敵に捕食される、というかなり直接的な関係もあり、ほかにもある生物が花粉を媒介する、といった関係もある。
こうして生物どうしは互いに「他の生物にとっての環境」となっている。これを <<生物的環境>> という。ある地域に共存している生物種の間ではさまざまな関係が成立しており、どの生物種に関しても、<<生物的環境>>つまり他のさまざまな生物との関係を分析してやっとその生活が理解できるようになる。
この生物相互の関係は、地球環境が変化するとともに変化してきた。そして生物が地球の環境にも影響を与えている（生物が地球の環境の影響を受け、また地球の環境を変化させていることは次節で解説）。
- 共生関係にあるクマノミとイソギンチャク
- 哺乳類の背中に乗ったり皮膚にぶらさがったりして、寄ってくる虫やダニを餌にするウシツツキ（英語版）[21]。哺乳類にとってもウシツツキがいてくれるとダニを除去できて好都合。
- 植物の蜜を集め、花粉を媒介する（身につけて動き回る）蜂
- 草を食べるシマウマ
- 草食獣を捕食する肉食獣
- ハエトリグサに捕食されたハナアブ

## 生物と地球環境
生物が現れる前は、二酸化炭素が多くを占める構成であったと推測されている。その温室効果によって地表の温度も高かった。

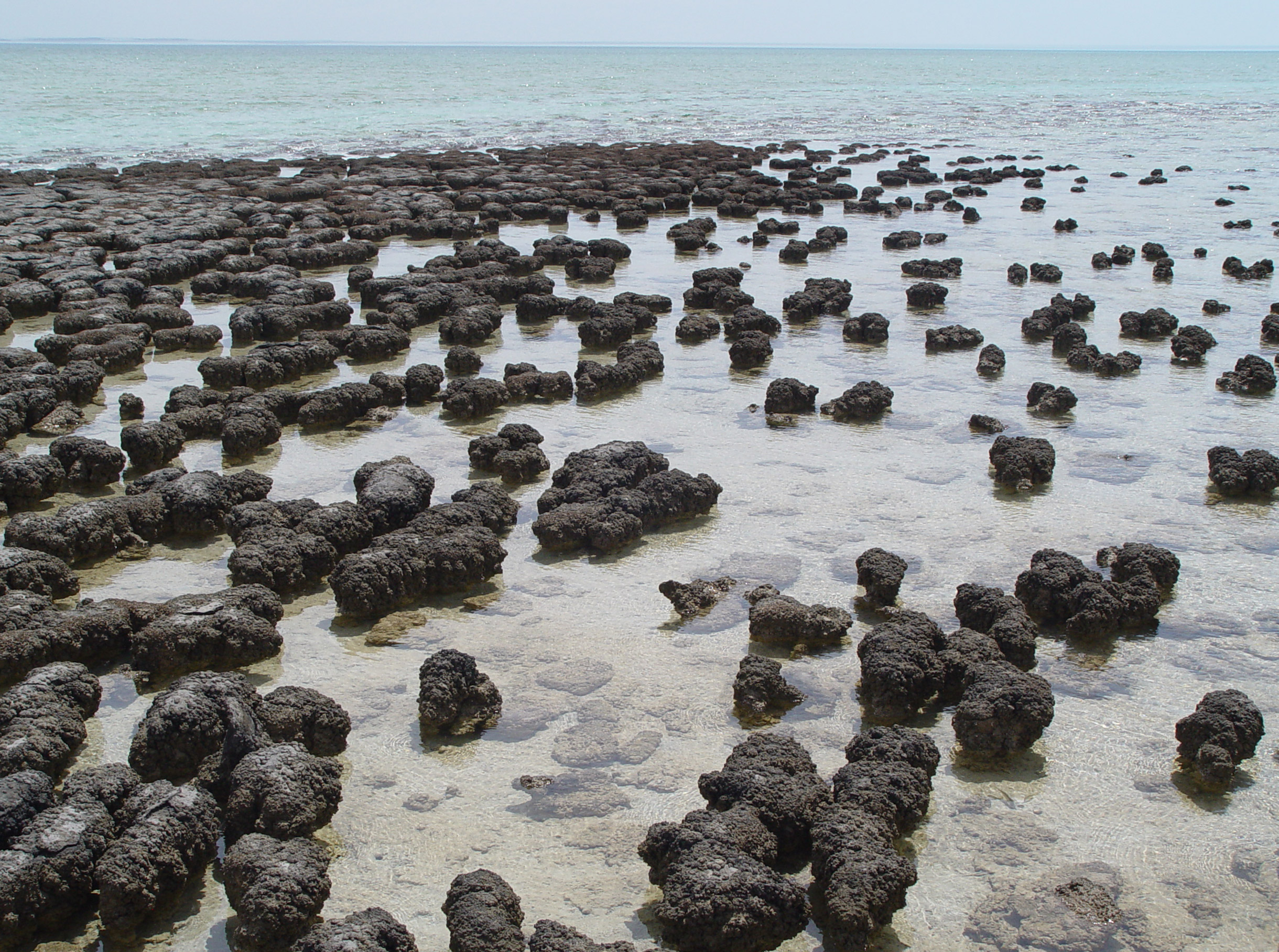
今から数十億年前に地球上にシアノバクテリアが出現して光合成を行うようになったことで、はじめて大気中に酸素が放出されるようになった。シアノバクテリアは活動とともに層状の堆積物を残す。それをストロマトライトという。写真はオーストラリア・シャーク湾で今も生きているストロマトライト。

そんな状態だった地球上に、（諸説あるが）今から35～24億年前ころにシアノバクテリア（藍藻）が登場し、光合成を行うようになり、生み出した酸素を海水中へ放出しはじめ、地球上に大量の酸素が形成されるようになった。（地球における大量の酸素の出現は「大酸化イベント」という。開始した時期や活発化した時期に関しては諸説ある。「大酸化イベント」の記事にグラフも掲載。）　
生物が出現し、特に光合成による有機物の生成（炭素固定）とそれに伴う（分子状）酸素の放出、生物由来の石灰岩の生成がなされた結果、今のような酸素が多く含まれた窒素主体の大気組成となった（ただし、大気組成の変化は生物だけによるものではない。地球の大気#地球大気の「進化」も参照のこと）
また、酸素の多い大気になったことによって、オゾン層が形成され、生物にとって有害な宇宙線や紫外線の遮断がなされ、生物の陸上進出が可能になった。また、海水中の酸素が増えることによって、海水に溶け込んだ鉄が酸化鉄となって沈降し鉄鉱床を堆積させた。
2021年現在の地球の大気組成は、窒素が78%、酸素が21%、アルゴン0.93%、二酸化炭素が0.041%という構成になっている。
地球上の全ての生物の共通の祖先があり（原始生命体・共通祖先）、その子孫達が増殖し複製するにつれ遺伝子に様々な変異が生じることで進化がおきたとされている。結果、今日の生物多様性が生まれ、お互いの存在(他者)や地球環境に依存しながら、相互に複雑な関係で結ばれる生物圏を形成するにいたっている。ガイア理論（ガイア仮説）では、このような地球を「自己調節能力を持ったひとつの巨大な生命体」とみなした。

## 生物を成り立たせる生体物質
水、タンパク質、脂質、多糖、核酸は生物の主要な構成成分である。生きているという状態は、無数の化学反応の総和であるという見方もできる。これら化学反応がおこる場を提供しているのが水である。生物は水の特殊な物性に多くの事を依存しており、極めて重要でかつ主要な構成成分である。どの生物でも、体の約70％は水であり、その他の物質が30％ほどを占める。
タンパク質は量の上で多数を占める生体高分子である。20種類のアミノ酸が通常100 - 1000個重合してタンパク質となる。あるものは細胞を支える骨格となり、あるものは生体内化学反応の触媒となる（酵素）。
必要なタンパク質を必要な場所で産生するための情報を記録する生体高分子が核酸である。この情報は遺伝によって次の世代に引き継がれる。
ロバート・フックがコルクを顕微鏡観察して見出した小さな区画に小部屋（cell＝細胞）と名付けたように、細胞とはある区画化された空間を指す。この区画をしているのが細胞膜であり、脂質がその主要な成分である。脂質はエネルギーとして効率が良く、また貯蔵するのによい物質でもある。
生物は区画された空間ではあるが、完全に外界から遮断されているわけではない。外部からエネルギーを取り入れ内部で消費し、化学反応で物質を作り出す。生物間でのエネルギーの流通に炭水化物（糖）は重要であり、主に植物が光合成によって生産している。

## 地球外生命体
地球以外の天体に生物が発見された事例は記録されていない。しかし、地球のそれと同様の生物あるいは全く異なった性質の生物が地球以外の場所に存在する可能性は否定できない。太陽系内においても、火星には生命が存在する可能性が指摘されている。2018年7月には、イタリア国立宇宙物理学研究所などからなる国際天文学チームがマーズ・エクスプレスの観測データに基づき、「火星の南極の厚さ1.5kmの氷床の下に幅20kmにわたって水とみられる層が存在する」との論文を発表した。この地底湖は、液体の状態が維持されていると推測されている。研究チームは、「生命にとって厳しい環境ながら単細胞生物が生存している可能性がある」と述べている。
系外惑星としては、2007年に発見されたグリーゼ581cに生物が生存可能な環境の存在が期待されたことがある（その後の研究によるとこの天体はハビタブルゾーンの外にある）。2008年現在、太陽系外における地球型惑星の観測成果も少しずつあがってきている。
有機物以外を構成要素とする生物も想定される。このような仮想理論は「代わりの生化学」と呼ばれている。とくにケイ素は、炭素と同じ族に含まれ化学的性質も似ていることから、「代わりの生化学」のベースとして比較的頻繁に言及される（ケイ素生物）。
サイエンス・フィクションの世界では、ガス・電磁波から成る生物などが登場する。他に純粋知性、精神あるいは物質によらない意識が登場するが、現在のところ物質的な実体に依拠しない意識は確認されていない。また多くの宗教で霊と呼ばれる形態の生物の存在を想定している。

## ギャラリー

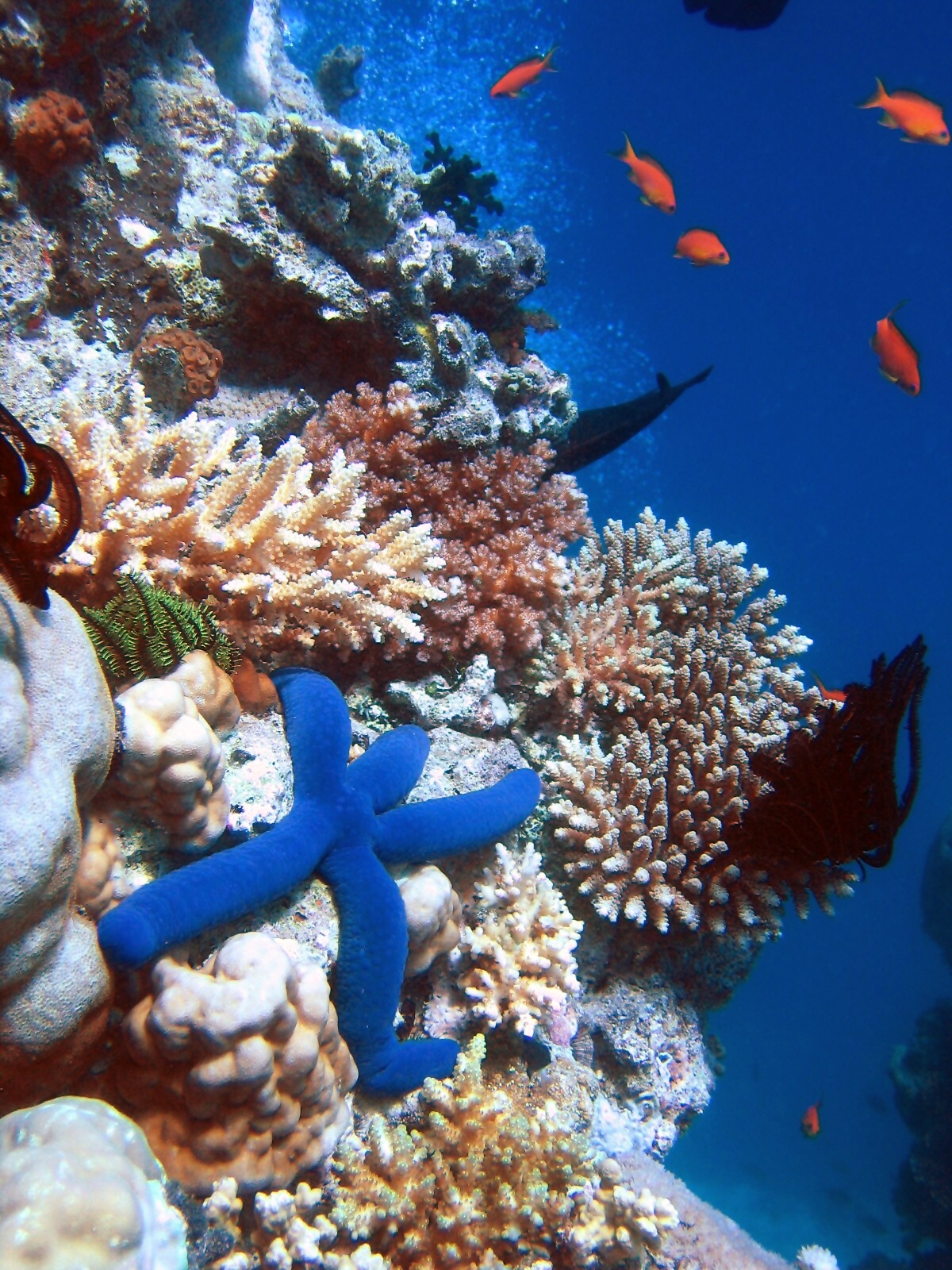
さんご礁、アオヒトデ、魚
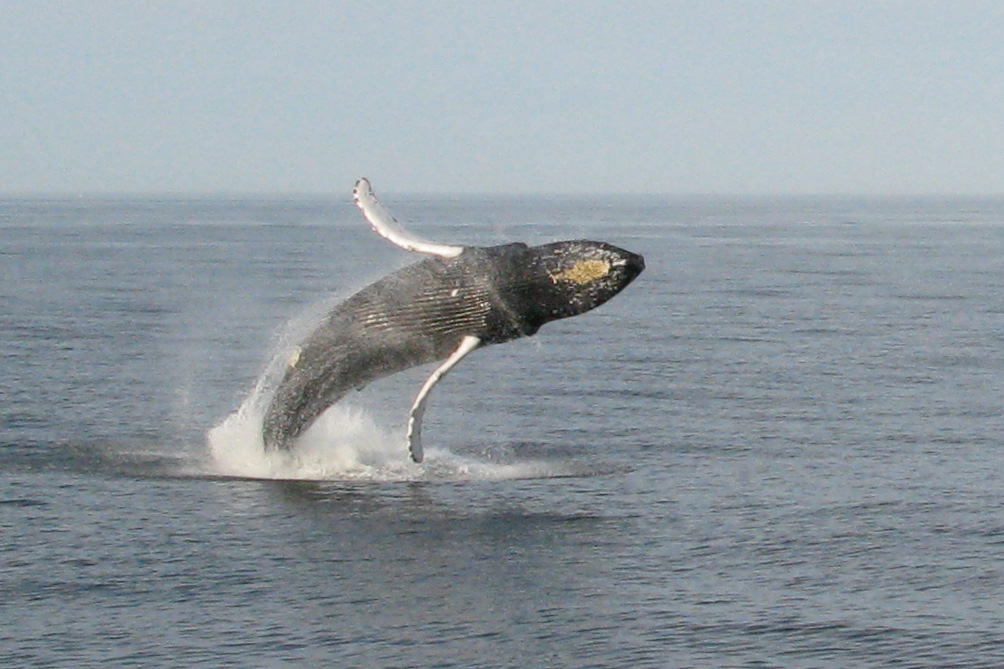
鯨
同一方向に動く魚の群れ
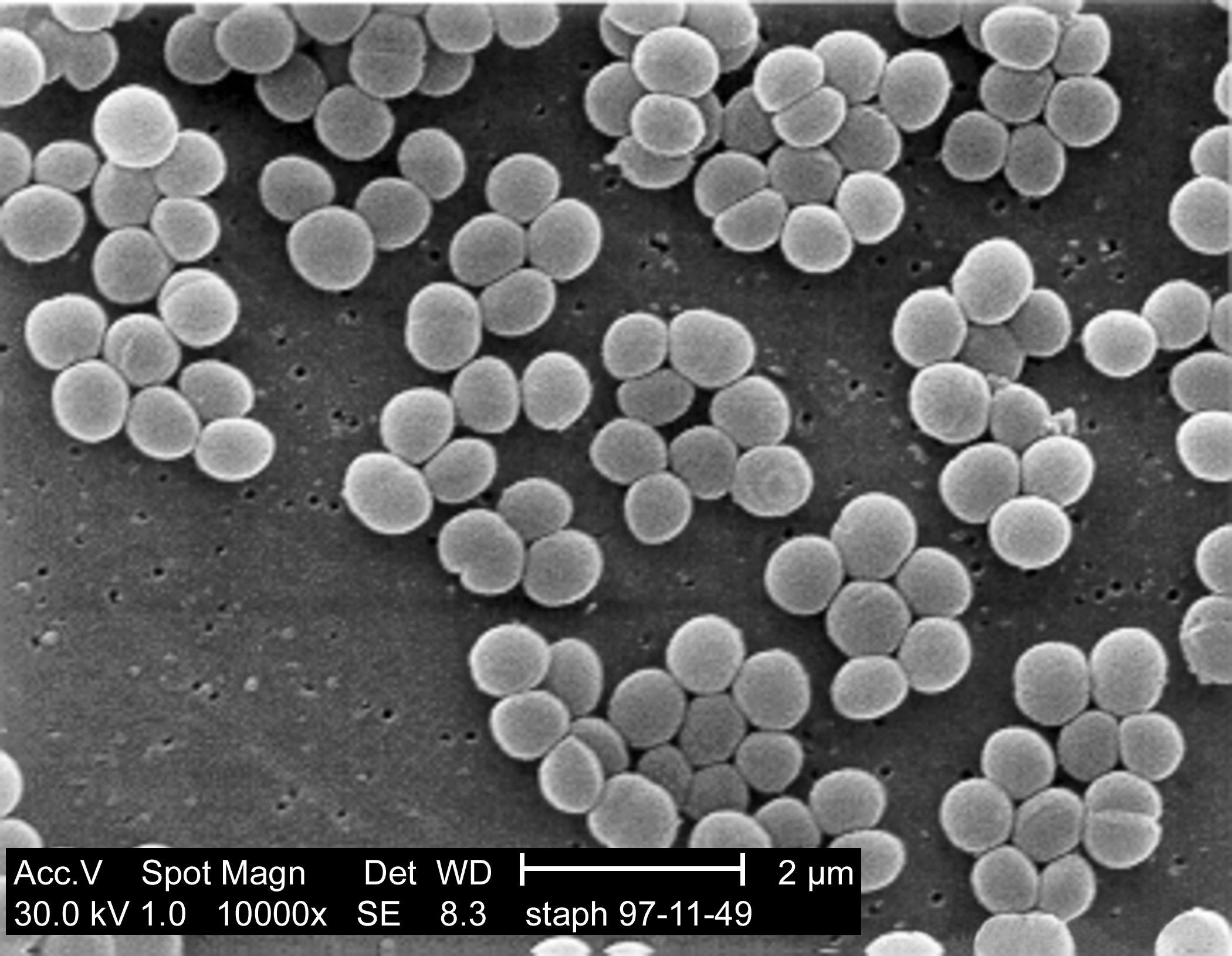
黄色ブドウ球菌
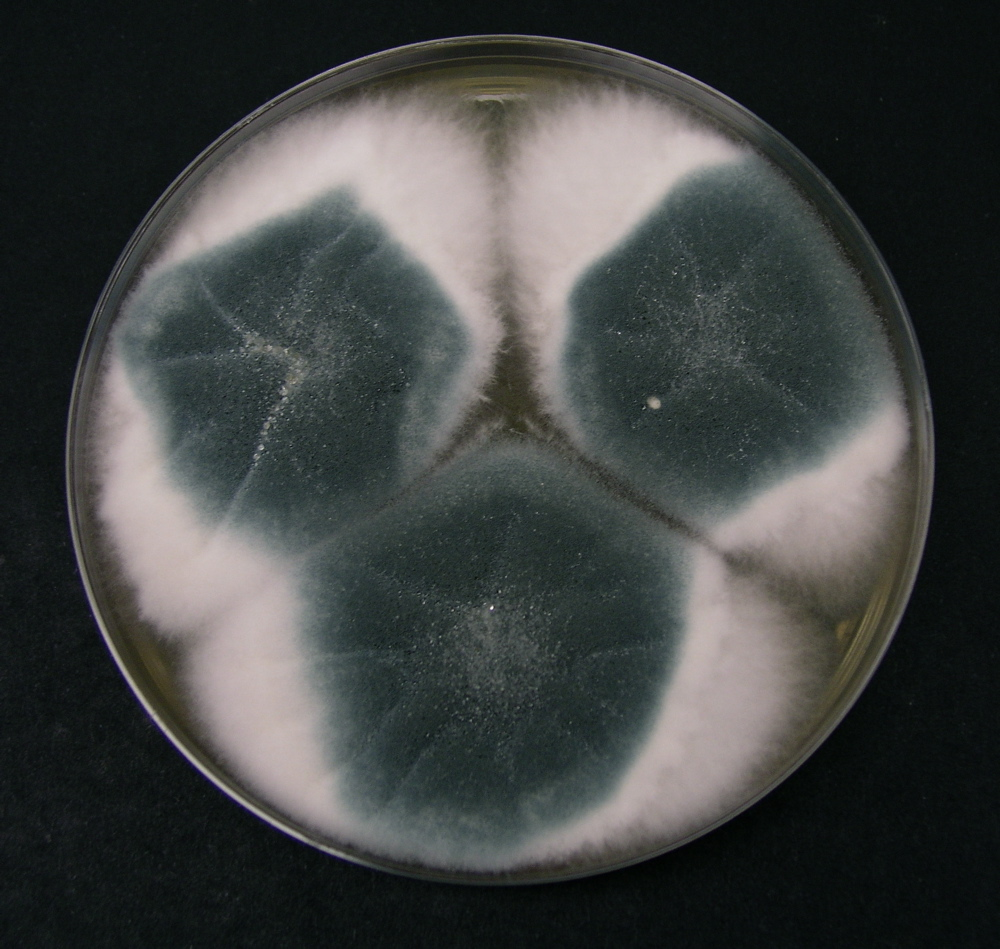
寒天培地上で培養され、コロニーを形成したカビ